# Biblioteka Narodowa Bangladeszu
Biblioteka Narodowa Bangladeszu – biblioteka narodowa działająca od 1972 w Dhace w Bangladeszu

## Historia
Dyrekcja Archiwów i Bibliotek powstała w 1972 roku i początkowo podlegała Ministerstwu Edukacji, by potem przejść pod zarząd Ministerstwa Kultury. Podlega jej Biblioteka Narodowa Bangladeszu i Archiwum Narodowe Bangladeszu. Instytucje te rozpoczęły działalność w wynajętym lokalu. W 1978 roku rozpoczęto budowę nowego budynku, który składał się z dwóch części: mającego trzy piętra budynku administracyjnego i 8 piętrowego budynku dla biblioteki i archiwum. Budowę ukończono w 1985 roku. Obie instytucje działały wspólnie, ale w 2001 roku rozpoczęto budowę nowego gmachu dla Archiwum. Został on oddany w dwóch etapach, jeden budynek w 2004, a drugi w 2012 roku.

## Zbiory
Dzięki rozporządzeniu o prawach autorskich z 1974 roku biblioteka otrzymała prawo do egzemplarza obowiązkowego wszystkich książek opublikowanych w Bangladeszu. Na mocy aktualizacji ustawy z 2000 roku biblioteka ma prawo do 1 egzemplarza każdego pierwszego wydania książki. Wydawca ma obowiązek dostarczyć ją na własny koszt do biblioteki w ciągu 60 dni od daty publikacji. Obowiązek dostarczania kopii dotyczy również wydawców prasy, a nie dotyczy druków wewnętrznych. Od 1973 roku Biblioteka publikuje co roku bibliografię w języku angielskim i bengalskim.

## Budynek
Projektantem budynku Biblioteki Narodowej w 1978 roku był znany bengalski architekt Muzharul Islam (1923–2012). Ministerstwo Kultury w ramach kompleksu zaplanowało jeszcze budowę siedziby Archiwum Państwowego. Nowy budynek Biblioteki powstał w pobliżu budynku Zgromadzenia Narodowego, które powstało według projektu Louisa Kahna. Rdzeniem siedziby jest centralny siedmiopiętrowy budynek w którym mieszczą się czytelnie, wypożyczalnie i magazyny. Ze wszystkich stron oprócz północy jest on otoczony trójkondygnacyjną konstrukcją nośną z cegły. Ściany centralnej bryły są wycięte na rogach. Nacięcia biegną ukośnie w głąb budynku i mają służyć do doświetlenia części centralnej oraz do podzielenia budynku. Na południu zostały zlokalizowane czytelnie i galerie, administracja została umieszczona na wschodzie, a magazyny na zachodzie.